# Daniel Koprivcic
Daniel Koprivcic (nascut el 3 d'agost de 1981) és un futbolista neozelandès que actualment juga per l'Auckland City del Campionat de Futbol de Nova Zelanda. Tot i que nasqué a Croàcia ha viscut la majoria de la seva vida a Nova Zelanda i oficialment és neozelandès.

## Trajectòria esportiva
Va jugar pel Waitakere United entre el 2006-2009 i va formar part de les plantilles del club que jugarien en el Campionat del Món de Clubs de la FIFA de 2007 i en el Campionat del Món de Clubs de la FIFA de 2008. Koprivcic va jugar 54 partits amb el club i marcà 17 gols.
Koprivcic va ser transferit a l'Auckland City el 2009. Des del 2009 ha jugat en una seixantena partits i ha marcat una trentena de gols. A més, es va convertir en l'únic neozelandès en jugar en tres Campionats del Món de Clubs de la FIFA seguits, quan hi participà en l'edició del 2009. Va participar per quart cop en el Campionat del Món de Clubs de la FIFA quan va jugar contra el Kashiwa Reysol en l'edició del 2011 en un partit que acabà 2 a 0 per l'equip japonès.

## Palmarès
- Lliga de Campions de l'OFC (4): 2007, 2007-08, 2010-11, 2011-12.
- Campionat de Futbol de Nova Zelanda (1): 2007-08.